# Paronychia fasciculata
Paronychia fasciculata är en nejlikväxtart som beskrevs av Mohammad Nazeer Chaudhri. Paronychia fasciculata ingår i släktet prasselörter, och familjen nejlikväxter. Inga underarter finns listade i Catalogue of Life.